# Тендо

38°21′44″ пн. ш. 140°22′42″ сх. д. / 38.36222° пн. ш. 140.37833° сх. д.
Тендо́ (яп. 天童市, てんどうし, МФА: [tendoː ɕi̥]) — місто в Японії, в префектурі Ямаґата.

## Короткі відомості
Розташоване у східній частині префектури. Виникло на основі призамкового містечка самурайського роду Ода, столиці автономного уділу Тендо-хан. Основою економіки є сільське господарство. Традиційні ремесла — виробництво японських шахів. Станом на 1 жовтня 2008 площа міста становила 113,01 км². Станом на 1 січня 2009 населення міста становило 63 421 осіб.